# Tratado de Ayllón
O Tratado de Ayllón foi um tratado de paz entre o Reino de Portugal e o Reino de Castela assinado em 31 de outubro de 1411 em Ayllón (Segóvia), na sequência da batalha de Aljubarrota. Foi ratificado a 30 de abril de 1423.

## Dados históricos
A batalha de Aljubarrota ocorrera a 14 de agosto de 1385, entre tropas portuguesas sob o comando de João I de Portugal e o seu condestável Nuno Álvares Pereira e o exército castelhano de João I de Castela. A batalha teve lugar no campo de São Jorge, perto da vila de Aljubarrota, entre Leiria e Alcobaça, no centro de Portugal. O resultado foi a derrota castelhana, o fim da crise portuguesa de 1383-1385, e a consolidação de D. João I como rei de Portugal, iniciando a dinastia de Avis. A paz definitiva com Castela foi selada apenas em 1411, com a assinatura do tratado de Ayllón, já no reinado de João II de Castela, após a agressão portuguesa em território castelhano e ações como a batalha de Valverde, com a vitória de Nuno Álvares Pereira.
Já antes Martim de Ocem, que era muito estimado por D. João I, no ano de 1400 tinha sido enviado como embaixador a Henrique III, rei de Castela, a fim de assentar tréguas, ou pazes, com ele, dando-lhe por companheiros a D. João Esteves de Azambuja, arcebispo de Lisboa, e a João Vasques da Cunha. Chegando todos a Segóvia no 1.º de Junho daquele ano, onde estava o rei castelhano, por motivo das condições propostas pelo cardeal de Avinhão, que respondia pelo dito rei. Depois vem a Lisboa, e assistindo a alguns conselhos em que na sua presença se tomaram as resoluções, que pareceram convenientes, tornou a Segóvia, e se estabeleceram tréguas de dez anos.
Em 1411 foi nomeado embaixador a Castela, com João Gomes da Silva, alferes-mor, e Fernão Gonçalves Beliagua, deão da sé de Coimbra, para tratar pazes com a rainha D. Catarina, meia-irmã de Filipa de Lencastre, que governava na menoridade do rei D. João II de Castela, seu filho, as quais se estabeleceram e ratificaram em 31 de outubro do mesmo ano de 1411, para depois serem aprovadas pelo rei. Em 1418 quis o rei D. João de Portugal, confirmar estas pazes e foi mandado segunda vez Martim de Ocem com os mencionados Gomes da Silva e Gonçalves Beliagua, mas recebendo a resposta que o rei ainda não tinha completado catorze anos, voltaram ao reino sem efeito. Em 1419, em que o monarca castelhano já chegara à referida idade de catorze anos, foi outra vez nomeado e com os mesmos companheiros, para o mesmo fim e com o mesmo sucesso se recolheram a Portugal.